# Archidiocèse de Mount Hagen
L'archidiocèse de Mount Hagen (en latin : Archidioecesis Montis Hagensis) est une circonscription ecclésiastique de l'Église catholique en Papouasie-Nouvelle-Guinée. Il est situé à Mount Hagen.
Il comprend également quatre diocèses suffragants : diocèse de Goroka (en), diocèse de Kundiawa (de), diocèse de Mendi (en) et diocèse de Wabag (en).

## Histoire
Le vicariat apostolique de Mount Hagen est érigé le 18 juin 1959 en vertu de la bulle papale Prophetica vox du Jean XXIII.
Le 15 novembre 1966, le vicariat est érigé en diocèse en vertu de la bulle Laeta incrementa du pape Paul VI. Il était suffragant de l'archidiocèse de Madang.